# Новомиколаївська сільська рада (Новотроїцький район)
Новомикола́ївська сільська́ ра́да — адміністративно-територіальна одиниця та орган місцевого самоврядування в Новотроїцькому районі Херсонської області. Адміністративний центр — село Новомиколаївка.

## Загальні відомості
Новомиколаївська сільська рада утворена 28 вересня 1989 року.
- Територія ради: 64,214 км²
- Населення ради: 1 014 особи (станом на 2001 рік)

## Населені пункти
Сільській раді підпорядковані населені пункти:
- с. Новомиколаївка

## Склад ради
Рада складається з 14 депутатів та голови.
- Голова ради: Ющук Надія Володимирівна
- Секретар ради: Кузнецова Ольга Миколаївна

### Керівний склад попередніх скликань
| Прізвище, ім'я, по батькові | Основні відомості                                                                                                | Дата обрання | Дата звільнення |
| --------------------------- | --- | ------------ | --------------- |
| Нікітіна Світлана Сергіївна | Сільський голова, 1954 року народження, член Партії регіонів                                                     | 26.03.2006   | 31.10.2010      |
| Ющук Надія Володимирівна    | Сільський голова, 1965 року народження, освіта середня спеціальна, член Всеукраїнського об'єднання «Батьківщина» | 31.10.2010   |                 |

Примітка: таблиця складена за даними сайту Верховної Ради України

### Депутати
За результатами місцевих виборів 2010 року депутатами ради стали:

#### За суб'єктами висування
| Суб'єкт висування           | Кількість обраних депутатів | %    |
| --------------------------- | --------------------------- | ---- |
| Партія регіонів             | 12                          | 85,7 |
| Комуністична партія України | 1                           | 7,1  |
| Партія «Демократичний Союз» | 1                           | 7,1  |

#### За округами
| № округу                    | Прізвище, ім'я, по батькові      | Дата визнання обраним | Освіта  | Партійна приналежність           | Відомості про обраного депутата                                             |
| --------------------------- | -------------------------------- | --------------------- | ------- | -------------------------------- | --------------------------------------------------------------------------- |
| Комуністична партія України |                                  |                       |         |                                  |                                                                             |
| 9                           | Коваленко Світлана Іванівна      | 03.11.2010            | середня | позапартійна                     | Новомиколаївський фельдшерсько-акушерський пункт, завідувачка               |
| Партія «Демократичний Союз» |                                  |                       |         |                                  |                                                                             |
| 3                           | Пилипчук Тетяна Федорівна        | 03.11.2010            | середня | член Партії «Демократичний Союз» | Новомиколаївська загальноосвітня школа, комірник                            |
| Партія регіонів             |                                  |                       |         |                                  |                                                                             |
| 1                           | Зеленська Любов Олександрівна    | 03.11.2010            | середня | позапартійна                     | Новомиколаївський ясла-садок «Тополька», бухгалтер                          |
| 2                           | Березюк Галина Василівна         | 03.11.2010            | середня | позапартійна                     | Новомиколаївська сільська рада, бухгалтер                                   |
| 4                           | Кузнєцова Ольга Миколаївна       | 03.11.2010            | середня | позапартійна                     | Новомиколаївська сільська рада, секретар                                    |
| 5                           | Бєляєва Ірина Павлівна           | 03.11.2010            | середня | член Партії регіонів             | ТОВ «Дніпро- Білогір'я», завідувачка складом                                |
| 6                           | Суворова Тетяна Іванівна         | 03.11.2010            | середня | член Партії регіонів             | пенсіонер                                                                   |
| 7                           | Бистрицька Людмила Володимирівна | 03.11.2010            | середня | член Партії регіонів             | Новомиколаївський ясла-садок «Тополька», завідувачка                        |
| 8                           | Левченко Валентина Самуілівна    | 03.11.2010            | середня | член Партії регіонів             | тимчасово не працює                                                         |
| 10                          | Ярещенко Наталія Іванівна        | 03.11.2010            | середня | член Партії регіонів             | Новотроїцьке управління соціального захисту населення, соціальний працівник |
| 11                          | Ярцева Надія Дмитрівна           | 03.11.2010            | середня | член Партії регіонів             | Новомиколаївська сільська бібліотека, завідувачка                           |
| 12                          | Голуб Світлана Олександрівна     | 03.11.2010            | вища    | член Партії регіонів             | Новомиколаївська загальноосвітня школа, вчитель                             |
| 13                          | Басова Наталя Леонардівна        | 03.11.2010            | середня | позапартійна                     | Новомиколаївський фельдшерсько-акушерський пункт, молодша медична сестра    |
| 14                          | Ясинський Віктор Анатолійович    | 03.11.2010            | середня | позапартійний                    | ВАТ «Укртелеком», електромонтер                                             |